# 下淀川橋梁
下淀川橋梁（しもよどがわきょうりょう）は、東海道本線大阪駅 - 塚本駅間で淀川（新淀川）に架設されている、全長790メートルの2本の複線鉄道橋である。上流側から東海道本線の上り外側線、上り内側線、下り内側線、下り外側線の順で並んでおり、大阪駅と塚本駅の間に位置している。この記事では、その前身にあたる下十三川橋梁（しもじゅうそうがわきょうりょう）も合わせて説明する。

## 建設の背景と下十三川橋梁

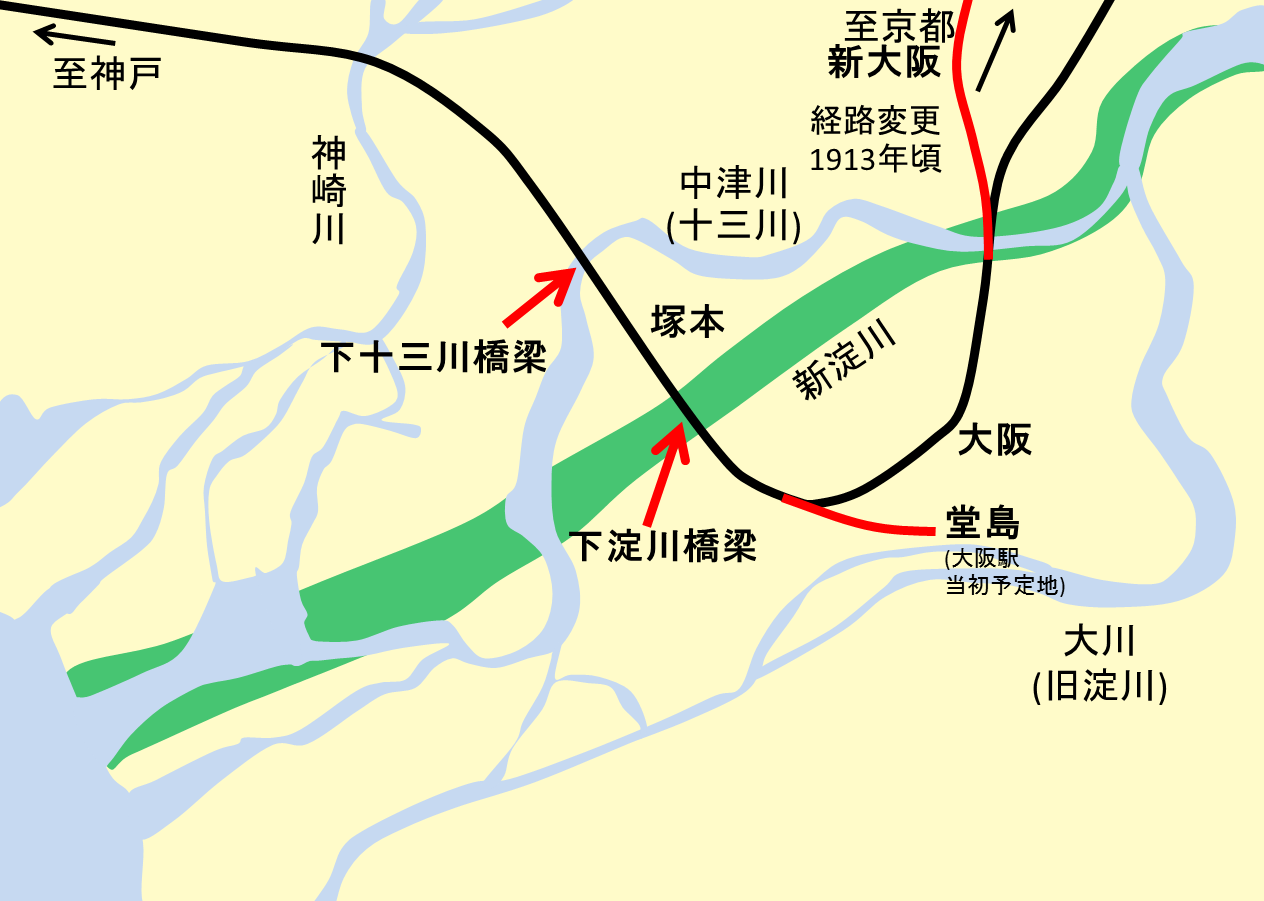
下十三川橋梁と下淀川橋梁の位置図

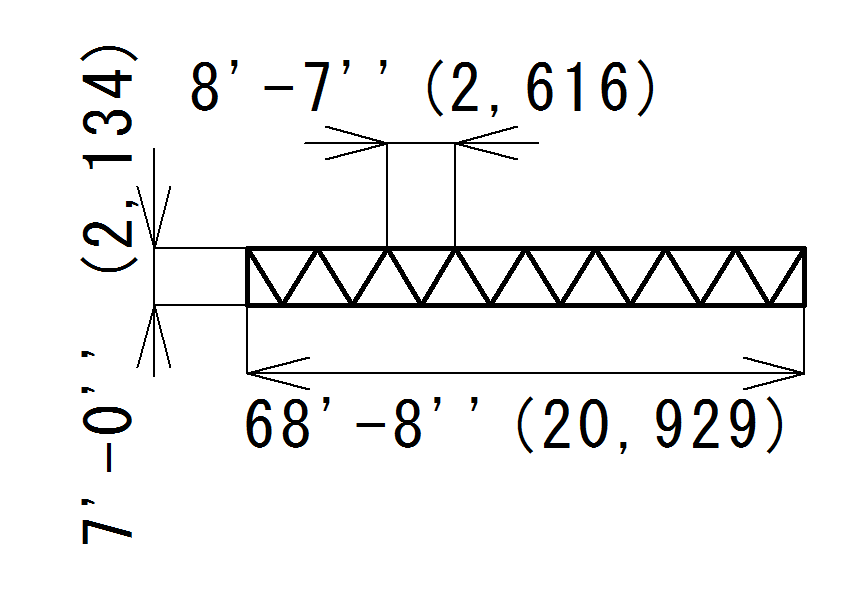
70フィートポニーワーレントラス桁の図

日本政府は、日本で最初の蒸気機関車による鉄道として新橋-横浜間の鉄道に着手したのに続き、すぐに神戸-京都間にも鉄道を敷設するように事業を進めていた。この際の経路として、京都-神戸間の鉄道を大阪を経由せずに敷設し、大阪と神崎（尼崎）の間を枝線として敷設する案と、京都-神戸間の鉄道が直接大阪を経由する案があった。当時の鉄道頭の井上勝は利便性に優れる大阪経由案を推し、太政官でも1872年（明治5年）2月にこの案を採択し、現行の経路に沿って東海道本線の建設が開始されることになった。またこれに際して、当初堂島に設置することが計画されていた大阪駅は、より北の西成郡曾根崎村におかれることに変更された。駅の位置が堂島であれば、頭端式の駅となって折り返し運転の必要が生じるが、曾根崎に駅を設置すれば通過式の配置にでき、列車運行の効率面で優れるためである。
明治初頭の時点で、淀川の河口付近は、神崎川、中津川（十三川）、大川（旧淀川）の三川に分かれており、川幅が狭く流路も曲がりくねっていた。大阪駅が曽根崎に設置されることになり、神戸から大阪までの鉄道は、このうち神崎川と中津川を渡ることになった。こうして中津川（十三川）に十三川橋梁（後に下十三川橋梁）が架設されることになった。この十三川橋梁の位置は、現在の塚本駅よりも神戸側にあたる。
新橋-横浜間を建設した際に架設した橋は、当初はすべて木製であったのに対して、大阪-神戸間を建設した際には4か所に鉄製の橋が架設された。十三川橋梁はこのうちの1つであり、日本で最初の鉄製の鉄道橋である。構造は錬鉄製のトラス橋で、トラスの設計を担当したのはお雇い外国人のイギリス人であるジョン・イングランドで、イギリスのダーリントン・アイアンにおいて製作された。トラスの支間（スパン）は70フィート（約21.3メートル）あり、これを9連連ねて全長627フィート（約190メートル）とした。この支間70フィートは、日本で鉄道橋に用いられたトラス桁としてはもっとも短いもので、これ以降の時代には、この程度の長さであれば単純なプレートガーダー（桁橋）を用いるようになっている。一方、橋脚は鋼管柱を用いたものであった。総工費は149,266円であった。
この70フィート桁は、この後に用いられるようになる100フィート桁と異なり、端柱が斜めではなく垂直になっており、またレールを設置する縦方向の枕木は、トラス主構間を結ぶ横桁の上に置くのではなく、横桁の間に収まるように横桁腹部に取りつけたブラケットで支えられているという特徴があった。レールは、現代に用いられている逆T字のものではなく橋形と呼ばれる形状のものである。1887年に、H型錬鉄縦桁を横桁の上に置く構造に変更された。
1874年（明治7年）5月11日に大阪 - 神戸間が開通して供用開始された。この時点では単線のトラス橋であったが、1896年（明治29年）に大阪 - 西ノ宮間で複線化が実施され、トラス橋も改造を受けて複線対応になった。もともと、トラス橋の主構は線路の両側に1本ずつの2本で構成されていたが、1本を追加して3本とし、この3本で複線の線路を支える構造になった。当初の架設時から、将来的な複線化を予想して、複線の線路の中央になる主構は、強度を高めるために大きな部材になっていた。この際に追加された主構は、官設鉄道神戸工場で製作された。この時点で既に鋼鉄の橋の時代になっていたが、当初の設計構想を生かすために追加の主構も錬鉄で製作された。
1885年（明治18年）に起きた淀川の大洪水をきっかけに、淀川下流部に放水路を建設することになり、これに伴って中津川（十三川）は廃河川となり、下十三川橋梁も撤去された。撤去は1900年（明治33年）頃とされている。これによって、使われていた錬鉄のトラス主構は、1909年（明治42年）開通の道路の長柄橋と十三橋の長柄運河部に転用された。さらに1935年（昭和10年）に十三橋の架け替えにともなってすぐ近くの付け替え道路に転用され、浜中津橋として1連のみが現存している。実測により、浜中津橋の下流側の主構は、複線化時の中央に用いられる太いもので、上流側の主構は横桁を載せた跡から複線化時に追加されたものだと分析されている。

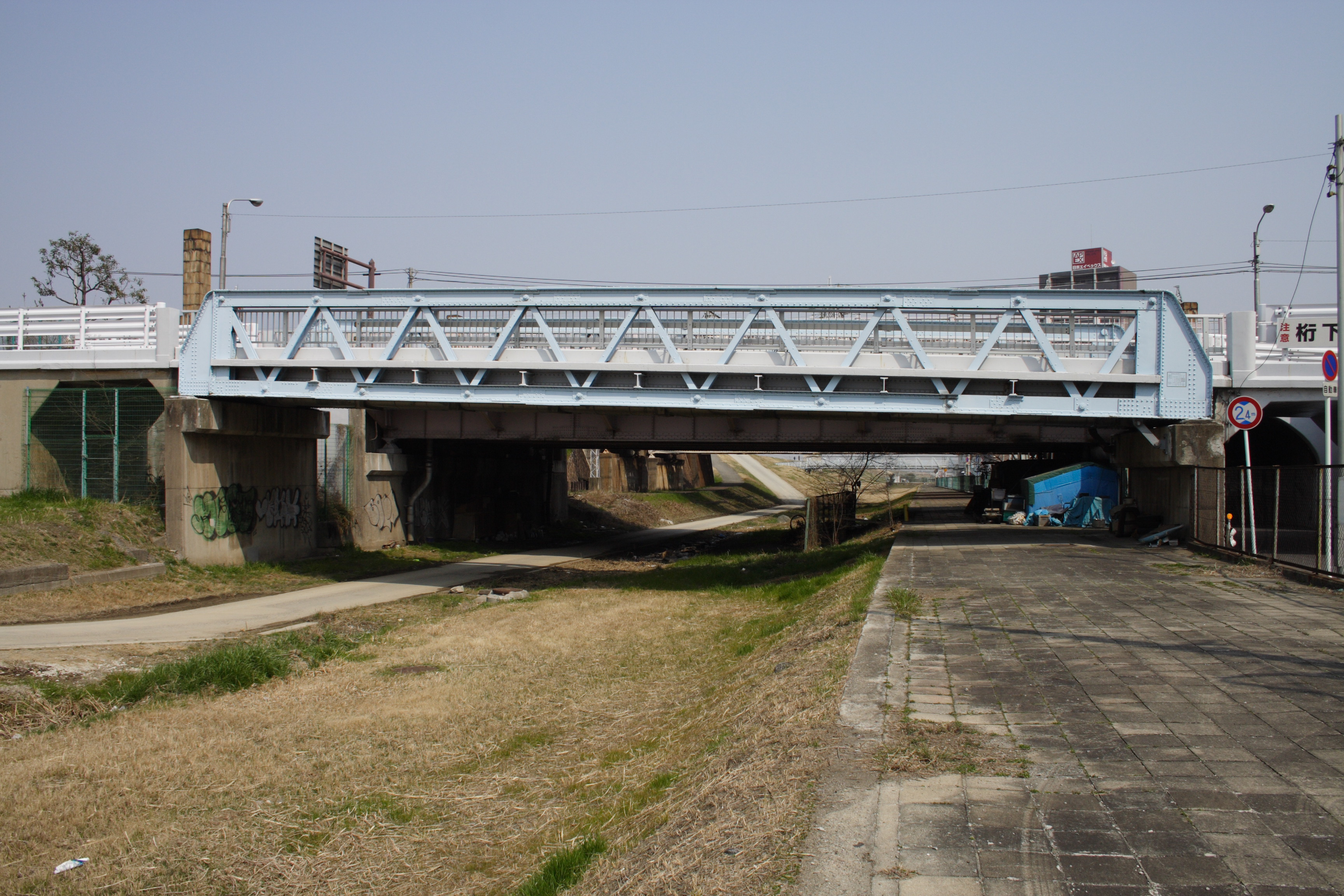
側面から見た浜中津橋、転用の際に改造されたため、端柱は垂直ではなくなっている
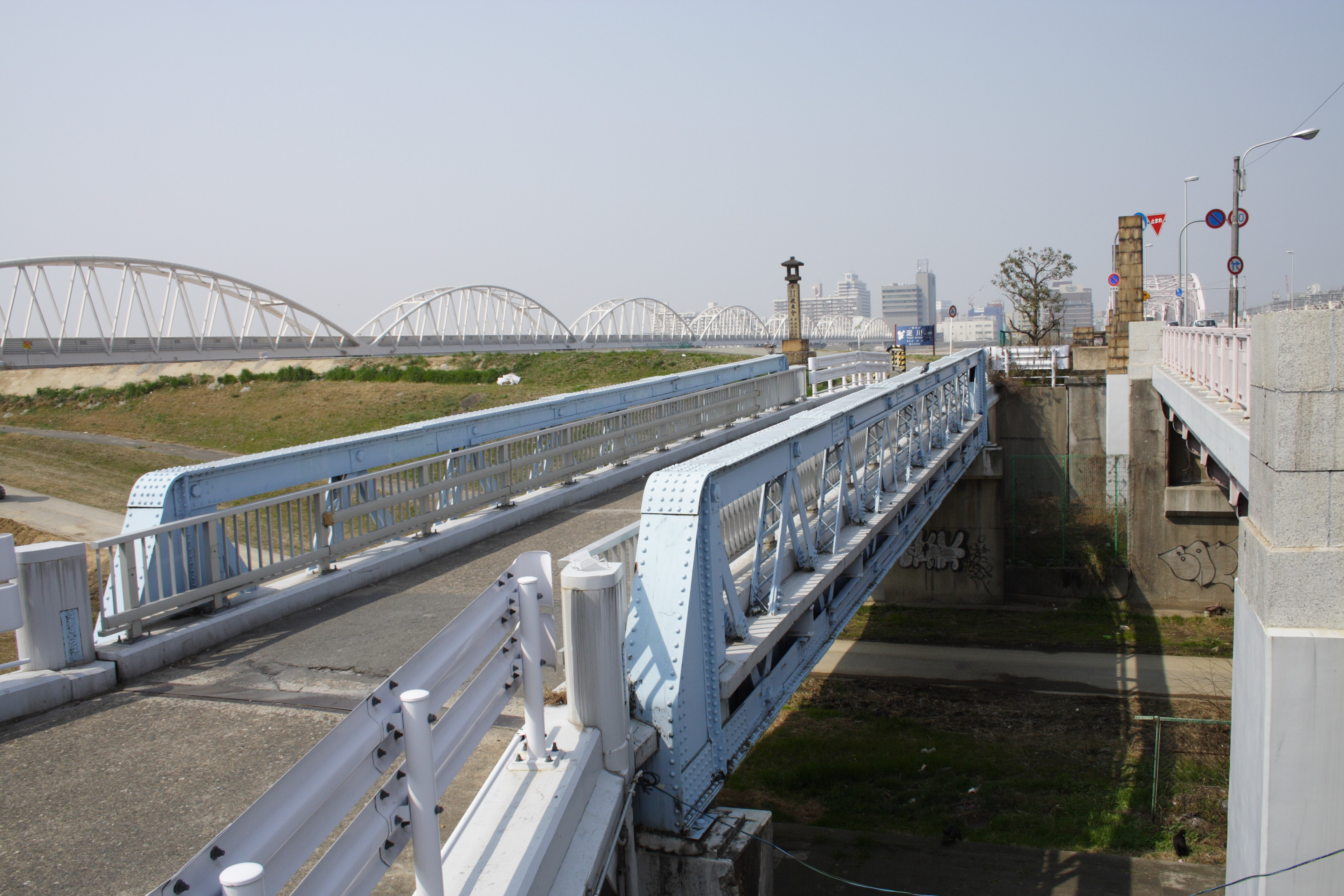
左が下流側でやや太く、右側が上流側でやや細いトラスになっている、道路橋に改築した際にやや幅が拡げられている

## 初代下淀川橋梁

### 1902年架設上り線
前述のように、1885年（明治18年）に起きた淀川の大洪水をきっかけに、淀川下流部の放水路建設工事が開始された。1896年（明治29年）から開始された治水工事では、淀川下流部において中津川の流路を一部利用して拡幅・直線化する形で新淀川が開削された。新淀川の開削に伴い、第12回帝国議会において線路の付け替えおよび新たな橋梁建設のための予算160万円（上淀川橋梁分を含む）の協賛を受けて、1900年（明治33年）に下淀川橋梁に着工した。
日本の鉄道では、創業以来イギリス人の技術者に指導を受けて発展しており、下十三川橋梁がそうであったように、橋梁もイギリス人の設計やイギリスの会社の製造によるものがほとんどであった。しかし、合理的なアメリカ式の橋梁の影響は次第に日本にも浸透し、さらに機関車の大型化が進展すると、従来のイギリス製の桁では強度が不足することから、より頑丈な橋への架け替えが必要となってきた。イギリス人の建築師長チャールズ・ポーナルが1896年（明治29年）に帰国すると、早速1898年（明治31年）にはアメリカのセオドア・クーパーとチャールズ・シュナイダーに対してアメリカ流の標準トラス桁の設計が委嘱された。こうして設計された100フィート（約30.3メートル）複線下路プラットトラスが23連、下淀川橋梁に架設されることになった。トラスを製作したのはAアンドP・ロバーツペンコイド工場である。設計上の活荷重は、重量206,000ポンド（約93.4トン）の1D型テンダー機関車重連に、1フィートあたり3,000ポンド（約1.36トン）の荷重が続く前提で計算され、クーパー荷重にしてE29に相当する。また単線上路鈑桁（桁橋）22.25メートルを1連×複線で合わせて架設し、全長は773.0メートルとなった。下部構造は、煉瓦を使った井筒（ケーソン）を15メートルの位置まで沈下させて構築した。
1902年（明治35年）2月に竣功した。決算額は、上淀川橋梁および関連する線路の付け替えを含めて155万5366円であった。新淀川の放水路自体は1909年（明治42年）に全面完成した。

### 1935年架設下り線
京阪神間では、複々線（線路4線）に増強する工事が1916年（大正5年）から順次進められてきた。その進捗により、阪神間では1934年（昭和9年）から電車の頻繁な運転が開始されていたが、大阪 - 塚本間の下淀川橋梁を含む区間は複線のままであった。この区間では、宮原操車場に出入りする回送列車があり、さらに福知山線へ直通する列車も走るため、いよいよ運転状況が逼迫してきたことから、1934年（昭和9年）10月に複々線に増強する工事に着手することになった。
既存の橋梁に対して、下流側に中心間隔が18メートル離れた位置に新たに複線の橋を、単線上路鈑桁（桁橋）を25連×複線で架設することになった。左岸側（大阪方）から順に、28.5メートル鈑桁1連、32メートル鈑桁22連、25.4メートル鈑桁1連、16メートル鈑桁1連で構成され、総延長は789.7メートルである。既存の橋梁がトラス橋であったのに対して、新設橋梁で上路鈑桁を選んだ理由は、桁の製作・架設ともに工期の短縮ができること、足場を用いずに架設できて、6月から10月まで河川域内に工作物を設置できない淀川においても工事の時期を選ばないこと、桁の高さが高くなるために橋梁の前後で線路の扛上（こうじょう、線路の高さを上げること）をする必要があることを考慮に入れたとしても、総工費が4万円程度安くなる見込みであること、そして単線桁を利用すれば災害時に橋脚に異常があっても復旧が迅速であることなどである。設計活荷重はKS-18である。
1935年（昭和10年）6月には下部構造の工事が完成し、11月には桁の架設を終える手はずで工事を進め、関連する工事もすべて終えて大阪 - 塚本間で複々線での列車運転を開始したのは1937年（昭和12年）10月である。総工費は55万8079円であった。

## 2代下淀川橋梁
建設省の淀川改修堤防嵩上げ工事に伴い、下淀川橋梁を改良することになり、老朽化した橋梁の取替を実施することになった。1964年（昭和39年）11月30日に国鉄大阪工事局と建設省との間で仮協定が、1966年（昭和41年）3月17日に本協定が結ばれて工事が施工されることになった。
新しい橋梁は、従来の橋梁より下流側に新しい下り線を新設し、従来の下り線の改良を行って新しい上り線とし、古い上り線は撤去することになった。また、下流側に隣接して阪神高速11号池田線の橋があり、同時期に橋脚の潜函工事を実施することになったため、主要な仮設物を阪神高速道路公団と共用利用することになった。道路橋と下り線橋梁の中心間間隔は14.5メートル、下り線橋梁と上り線橋梁の中心間間隔は10.6メートルである。
新しい橋梁のトラス桁は、従来のほぼ2倍のスパンとなる64.2メートルの支間となった。潜函を利用して鉄筋コンクリート製の橋脚を12基建設し、阪神公団側の箱桁の上のクレーン用軌道を借りて橋桁を架設した。新下り外側線は1967年（昭和42年）12月10日、新下り内側線は1968年（昭和43年）8月11日にそれぞれ供用を開始した。
下り線を切り替えたのち、在来の下り線の橋桁を撤去し、橋脚も取り壊した上で、従来杭基礎を使っていた場所はリバース杭基礎に改築し、井筒であった場所は鉄筋コンクリート内巻補強を行って改築して、新下り線と同じトラス桁を架設して完成させた。新上り内側線は1970年（昭和45年）9月27日に、新上り外側線は1971年（昭和46年）7月9日にそれぞれ供用を開始した。
その後、旧上り線の橋桁と橋脚の撤去工事を実施し、1974年（昭和49年）3月にすべての工事を完了した。総工費は36億3925万6000円で、建設省と折半となった。

## 年表
- 1874年（明治7年）5月11日 - 大阪 - 神戸間開通により（下）十三川橋梁供用開始[15]。
- 1887年（明治20年） - 縦桁の構造を改修し、横桁の上にH型錬鉄桁を置く構造とする[14]。
- 1896年（明治29年） - 淀川改修工事着工[20]、大阪 - 西ノ宮間複線化に伴い複線対応に改修される[16]。
- 1900年（明治33年） - 下淀川橋梁着工（後の上り線）[20]、この頃下十三川橋梁撤去[18]。
- 1902年（明治35年）2月 - 下淀川橋梁竣功[23]。
- 1909年（明治42年） - 淀川放水路全面完成[19]。
- 1934年（昭和9年）10月 - 複々線化工事着工[22]。
- 1935年（昭和10年）11月 - 下淀川橋梁下り線竣功[22]。
- 1937年（昭和12年）10月 - 下淀川橋梁を通過する複々線運転開始[27]。
- 1966年（昭和41年）3月17日 - 建設省と下淀川橋梁改修の本協定を締結し、架け替え工事に着工[21]。
- 1967年（昭和42年）12月10日 - 新下り外側線供用開始[1]。
- 1968年（昭和43年）8月11日 - 新下り内側線供用開始[1]。
- 1970年（昭和45年）9月27日 - 新上り内側線供用開始[1]。
- 1971年（昭和46年）7月9日 - 新上り外側線供用開始[1]。
- 1974年（昭和49年）3月 - 下淀川橋梁架け替え工事竣功[1]。

### 書籍
- 小野田滋『関西鉄道遺産』（第1刷）講談社、2014年10月20日。ISBN 978-4-06-257886-8。
- 鉄道省 編『日本鉄道史 上篇』鉄道省、1921年。
- 鉄道省 編『日本鉄道史 中篇』鉄道省、1921年。
- 中西隆紀『日本の鉄道創世記 幕末明治の鉄道発達史』（初版）河出書房新社、2010年6月30日。ISBN 978-4-309-22527-2。
- 竹内正浩『地形で謎解き!「東海道本線」の秘密』（初版）中央公論新社、2016年3月10日。ISBN 978-4-12-004832-6。
- 成瀬輝男 編『鉄の橋百選 近代日本のランドマーク』東京堂出版、1994年。ISBN 4-490-20250-4。
- 『大阪工事局40年史』日本国有鉄道大阪工事局、1968年2月20日。
- 『大阪工事局50年史』日本国有鉄道大阪工事局、1977年3月10日。
- 宮脇俊三・原田勝正 編『日本鉄道名所4 勾配・曲線の旅 東海道線』小学館。

### 雑誌記事・論文
- 小西純一・西野保行・渕上龍雄「わが国における英国系鉄道トラス桁の歴史」『土木史研究』第10号、1990年6月、53 - 64頁、doi:10.2208/journalhs1990.10.53。
- 「官設鉄道鉄橋ノ延長及ヒ其工費」（PDF）『工学会誌』第117号、1891年9月、632 - 633頁。
- 小西純一・西野保行・渕上龍雄「明治時代に製作されたトラス橋の歴史と現状（第5報）」『日本土木史研究発表会論文集』1989年6月、227 - 238頁、doi:10.11532/journalhs1981.9.227。
- 池田晋・松村丈夫「下淀川橋梁井筒沈下工」『土木工学』第4巻第5号、1935年5月、318 - 322頁。
- 塚本雅啓「歴史的橋梁を訪ねて 15 東海道本線 上淀川橋梁」『鉄道ジャーナル』第499号、2008年5月、126 - 129頁。